# Lutheran Church of Christ in Nigeria
The Lutheran Church of Christ in Nigeria (LCCN) är med sina dryga två miljoner medlemmar den största lutherska kyrkan i Nigeria och den största kristna kyrkan i delstaten Adamawa.

## Historia
Kyrkan har sina rötter i den missionsverksamhet som Dansk Forenet Sudanmission startade 1913.
Den första församlingen bildades 1921 och de första nigerianska prästerna ordinerades 1948.
1956 bildades LCCN (Ekkilisiyan Kristi a Nijeriya Lutheran) med missionären Arne Pilgaard Pedersen som dess förste president.
1961 gick LCCN med i Lutherska världsförbundet.
1973 beslutades att kyrkans högste ledare skulle kallas biskop.
Sedan 1997 är LCCN:s högste ledare ärkebiskop.